# 天狗二
HD 74772，即船帆座d（d Velorum），又名CD-42 4569，SAO 220371、HR 3477，是一颗船帆座的恒星，视星等为4.07，位于銀經262.54，銀緯0.05，其B1900.0坐标为赤經8h 40m 49.6s，赤緯-42° 0.05′ 13″。